# Seasons End
Seasons End är Marillions femte studioalbum som släpptes i september 1989 på EMI, och var det första med den nya sångaren Steve Hogarth som ersatte Fish.

## Bakgrund
Nästan all musik, förutom "Easter", hade komponerats av Steve Rothery, Mark Kelly, Pete Trewavas och Ian Mosley, redan före Hogarth hade blivit medlem i bandet. Ett par sektioner av musiken i den avslutande låten  "The Space..." hade även komponerats av Hogarths förra band The Europeans. Andra versioner av musiken kan höras på de sista demoinspelningarna med Fish som sångare, som fanns med på den remastrerade utgåvan av Cluthing at Straws som släpptes 1999.
En tidig version av "Easter" hade Hogarth skrivit och spelat in som demo med musikern Colin Woore 1988. Hogarth skrev texten till "Easter", och även till låtarna "Holloway Girl", ovannämnda "The Space..." samt till singel B-sidorna "After Me" och "The Release". Resten av texterna skrevs av musikern och textförfattaren John Helmer, med textbearbetning av Hogarth.
Tre singlar med tillhörande musikvideor släpptes: "Hooks In You", "The Uninvited Guest" och "Easter". Delar av videon till "Easter" spelades in på Giant's Causeway. Albumet nådde som högst plats sju på UK Albums Chart, och producerades av Nick Davis, som efteråt producerade Genesis studioalbum "We Can't Dance".
Världsturnén startade 5 oktober 1989 i Besancon, och 6 april 1990 spelade Marillion på Konserhuset i Stockholm, och turnén avslutades på Wembley Arena i London 12 juli 1990.

## Låttitlar
1. The King of Sunset Town - (08:02)
2. Easter - (05:57)
3. The Uninvited Guest  - (03:52)
4. Seasons End - (08:07)
5. Holloway Girl - (04:27)
6. Berlin - (07:43)
7. After Me - (03:19) [Bonuslåt på CD och kassettband]
8. Hooks in You - (02:54)
9. The Space...- (06:14)[10]

## Musiker
- Steve Hogarth: sång
- Steve Rothery: gitarrer
- Pete Trewavas: elbas
- Mark Kelly: keyboards
- Ian Mosley: trummor
- Phil Todd: saxofon på "Berlin", Jean-Pierre Rasle: blåsinstrument på "Easter".[11]